# Parker (Arizona)
Parker ist eine Stadt im Westen des US-Bundesstaates Arizona in den Vereinigten Staaten.
Das U.S. Census Bureau hat bei der Volkszählung 2020 eine Einwohnerzahl von 3417 ermittelt.
Parker ist County Seat des La Paz Countys und hat eine Fläche von 57 km². Die Stadt liegt am Colorado River, umkreist von dem Colorado-River-Indianerreservat. Die Ortschaft wurde im Jahr 1908 gegründet und nach Ely Samuel Parker benannt. Parker besitzt mit dem Avi Suquilla Airport einen eigenen Flughafen. Die Ortschaft wird von der Arizona State Route 95 tangiert.